# امپراتور لی زونگ
امپراتور لی زونگ (۱۲۰۵–۱۲۶۴ میلادی) چهاردهمین امپراتور دودمان سونگ و پنجمین امپراتور سونگ جنوبی بود. او از ۱۲۲۴ تا ۱۲۶۴ میلادی سلطنت کرد.
در دوره طولانی مدت حکومت لی زونگ اقدامات بسیار اندکی جهت بهبود وضعیت آشفتهٔ دودمان سونگ انجام شد. لی زونگ به امور حکومتی علاقه‌ای نداشت ؛لذا طی دهه اول حکومت خویش، قدرت را به طور مشترک با نامادری خود امپراتریس بیوه یانگ تقسیم کرد و او را نایب السلطنه خود کرد بود و همین طور قدرت اصلی خود را کاملا به صدراعظمش - شی میوآن - واگذار کرد. شی میوآن در غیاب امپراتور لی زونگ مانند فرمانروایی مستقل بر کشور حکمرانی کرد. با مرگ شی میوآن در سال ۱۲۳۳، لی زونگ دوباره قدرت را به طور کامل بدست گرفت اما مدتی بعد دوباره برای رسیدگی به لذت‌های شخصی خود، قدرت را به نخست وزیرش - دینگ دا چوآن - واگذارد.
از مهم‌ترین وقایع دوره حکومت او می‌توان به نابودی دودمان جین بدست مغولان اشاره کرد که به دنبال جنگ جین و مغولان در ۱۲۳۴ میلادی رخ داد. اگرچه دودمان سونگ در این جنگ متحد مغولان بود، اما نیروهای مغول پس از غلبه بر جین به سرعت به سوی قلمرو سونگ به راه افتادند. در ۱۲۵۹ مغولان با هجوم به امپراتوری سونگ، کلیه نواحی شمالی رود یانگ‌تسه را از ارتش سونگ گرفتند. ۲۰ سال بعد - در ۱۲۷۹ میلادی - مغولان به عمر دودمان سونگ خاتمه بخشیدند.
امپراتور لی زونگ بدون داشتن فرزندی از دنیا رفت و جای او را برادرزاده‌اش - امپراتور دوزونگ - گرفت.